# Федоровка (Курманаєвський район)
Фе́доровка (рос. Фёдоровка) — село у складі Курманаєвського району Оренбурзької області, Росія.

## Населення
Населення — 175 осіб (2010; 262 у 2002).
Національний склад (станом на 2002 рік):
- росіяни — 96 %